# Daniel J. Bernstein
Daniel Julius Bernstein, D. J. Bernstein, pseudonim djb (ur. 29 października 1971) – amerykański matematyk, kryptolog i programista, profesor na Uniwersytecie Illinois w Chicago. 
Bernstein jest autorem programów:
- qmail – serwer poczty elektronicznej (Mail Transfer Agent, MTA)
- djbdns – zestaw programów DNS
- ucspi-tcp
- daemontools
- publicfile

Systemy te są rozprowadzane na zasadzie darmowej licencji oprogramowania. Jest też autorem licznych prac naukowych, gdzie zaprezentował m.in. (wspólnie z Atkinem) sito Atkina-Bernsteina czy szybkie metody rozkładu na czynniki pierwsze wielu liczb jednocześnie.